# Elodie Poo-cheong
Elodie Poo-cheong (sinh ngày 20 tháng 11 năm 1996) là một vận động viên bơi lội người Mauritius. Cô đã tham gia cuộc thi tự do 100 mét nữ tại Giải vô địch thể thao dưới nước thế giới 2017. Cô cũng đã tham gia bốn sự kiện tại Đại hội Thể thao Khối thịnh vượng chung 2018.